# بيزيات (آن)
بيزيات (بالفرنسية: Biziat)‏ هي بلدية فرنسية تقع في إقليم الآن في فرنسا. رمز إنسي لها هو:1046. أما الرمز البريدي لها فهو: 1290.